# Нуммелин, Петтери
Пе́ттери Ти́мо Ну́ммелин (фин. Petteri Timo Nummelin; род. 25 ноября 1972, Турку) — финский хоккеист, игравший на позиции защитника. Завершил карьеру в 2018 году. Являлся рекордсменом по количеству участий в чемпионатах мира: принял участие в 15 первенствах, завоевав титул чемпиона в самом первом из них в 1995 году. В 2014 году швейцарец Маттиас Зегер побил рекорд, приняв участие в 16-м чемпионате.

## Карьера

### Клубная
Воспитанник хоккейной школы клуба «Турку». В начале карьеры выступал за финские клубы «Киекко-67» и ТПС, затем за шведскую «Фрёлунду» и швейцарский «Давос».
В 2000 году на драфте НХЛ он был выбран клубом «Коламбус Блю Джекетс» в 5 раунде под 133-м номером. В первом сезоне он сыграл 61 матч, набрав 16 очков (4+12). В 2001 году он перешёл в швейцарский клуб «Лугано», где и стал одним из лучших игроков команды. В 2006 году он снова вернулся в НХЛ, проведя два сезона в составе «Миннесота Уайлд». В итоге за три сезона в НХЛ он набрал 45 очков (6+39) в 139 играх. В 2008 году он вернулся в «Лугано», где он выступал до 2012 года, после чего перебрался в команду ТПС.
Начиная с сезона 2008/2009 начались переговоры о переходе Нуммелина в один из клубов КХЛ. Первым клубом, который изъявил желание приобрести защитника, стало минское «Динамо», которое вплоть до весны 2010 года вело переговоры с финном, но он не пожелал разрывать досрочно контракт с «Лугано». Летом 2010 года Нуммелин контактировал с представителями СКА.

### В сборной
В сборной Финляндии до 18 лет Нуммелин дебютировал в сезоне 1989/1990 года, спустя два года он сыграл в молодёжной сборной. Дебют в основной сборной состоялся в 1994 году. За всю игровую карьеру в активе Петтери оказалось восемь медалей: олимпийская серебряная медаль Игр в Турине и семь медалей чемпионата мира. Награду высшего достоинства он завоевал на чемпионате мира 1995 года в Швеции, принеся сборной первую в истории победу на чемпионате мира.
Выступив на чемпионате мира 2010 года, Петтери побил рекорд Иржи Холика и Свена Тумбы-Юханссона, которые приняли участие в 14 чемпионатах мира: для Нуммелина это первенство стало 15-м в карьере. По итогам чемпионата мира 2010 года он был признан лучшим защитником турнира.

## Титулы

### Клубные
- Чемпионат Финляндии
  - Чемпион (1995)
  - Серебряный призёр (1994)
- Чемпионат Швейцарии
  - Чемпион (2003, 2006)
- Чемпионат Швеции
  - Серебряный призёр (1996)

### В сборной
- Олимпийские игры
  - Серебряный призёр (2006)
- Чемпионат мира
  - Чемпион (1995)
  - Серебряный призёр (1998, 1999, 2001, 2007)
  - Бронзовый призёр (2000, 2006)

## Статистика

### Клубная
```
 
                                  --- Регулярный сезон -- | ---- Плей-офф ----
Сезон    Команда            Лига     И    Г   П   О   Шт  |  И   Г   П   О  Шт
-------------------------------------------------------------------------------
1992-93  Reipas Lahti 	  SM-liiga   14   3   4   7   18  |
1992-93  TPS Turku 	  SM-liiga    3   0   0   0    8  |
1993-94  TPS Turku 	  SM-liiga   44  14  24  38   20  | 11   0   3   3   4
1994-95  TPS Turku 	  SM-liiga   48  10  17  27   32  | 11 	 4   3 	 7   0
1995-96  Vastra Frolunda    SEL      32   7  11  18   26  | 12   2   7   9   4
1996-97  Vastra Frolunda    SEL      44  20  14  34   39  |  2   0   1   1   0
1997-98  Davos 	          Swiss-A    33  13  17  30   24  | 17   8  14  22   2
1998-99  Davos 	          Swiss-A    44  11  42  53   22  |  4	 0   2	 2   2
1999-00  Davos 	          Swiss-A    40  15  23	 38    0  |  5   0   3   3   0
2000-01  Columbus BJ 	    NHL      61   4  12  16   10  | --  --  --  --  --
2001-02  Lugano 	  Swiss-A    34   4  18  22    6  | 13 	 6   8	14   2
2002-03  Lugano 	  Swiss-A    43  18  39  57   12  |  8 	 3   7	10   2
2003-04  Lugano 	  Swiss-A    48  20  39  59   59  | 16   7  20  27   4
2004-05  Lugano 	  Swiss-A    36  13  36  49   18  |  3   1   0   1   2
2005-06  Lugano 	  Swiss-A    38  13  32  45   22  | 17   8  25  33  10
2006-07  Minnesota Wild     NHL      51   3  17  20   22  |  3   1   1   2   0
2007-08  Minnesota Wild     NHL      27   2   7   9    2  |  4   0   1   1   0
2008-09  Lugano 	  Swiss-A    41  21  39  60   16  |  7	 4   5   9   2
2009-10  Lugano 	  Swiss-A    34   7  16  23   10  |  4   0   3   3   2
2010-11  Lugano 	  Swiss-A    29   3  15  18   18  |  1   0   1   1   0
2011-12  Lugano 	  Swiss-A    36   7  24  31   20  |  6   1   0   1   2
2012-13  Lugano 	  Swiss-A    11   4   5   9    0  | --  --  --  --  --
2012-13  TPS Turku 	   SM-liiga   8   3   1   4    2  | --  --  --  --  --
2013-14  Lukko             SM-liiga  37   5  17  22    6  | 10   3   7  10   2
-------------------------------------------------------------------------------
NHL     Totals                      139   9  36  45   34  |  7   1   2   3   0
Swiss-A Totals                      467 150 346 496  247  |101  37  89 126  30
```

### Международные соревнования
| Год                   | Сборная               | Турнир                | Место                 |     | И  | Г  | П  | О  | Штр |
| --------------------- | --------------------- | --------------------- | --------------------- | --- | -- | -- | -- | -- | --- |
| 1990                  | Финляндия (юниор.)    | ЮЧЕ (до 18)           | 4                     | 6   | 1  | 1  | 2  | 18 |     |
| 1992                  | Финляндия (мол.)      | МЧМ (до 20)           | 4                     | 6   | 0  | 1  | 1  | 4  |     |
| Всего (юниор. и мол.) | Всего (юниор. и мол.) | Всего (юниор. и мол.) | Всего (юниор. и мол.) | 12  | 1  | 2  | 3  | 22 |     |
| 1995                  | Финляндия             | ЧМ                    |                       | 5   | 0  | 0  | 0  | 6  |     |
| 1996                  | Финляндия             | ЧМ                    | 5                     | 5   | 0  | 0  | 0  | 2  |     |
| 1996                  | Финляндия             | КМ                    | 5                     | 1   | 0  | 0  | 0  | 2  |     |
| 1997                  | Финляндия             | ЧМ                    | 5                     | 8   | 0  | 2  | 2  | 10 |     |
| 1998                  | Финляндия             | ЧМ                    |                       | 1   | 0  | 0  | 0  | 0  |     |
| 1999                  | Финляндия             | ЧМ                    |                       | 12  | 0  | 0  | 0  | 4  |     |
| 2000                  | Финляндия             | ЧМ                    |                       | 9   | 2  | 4  | 6  | 0  |     |
| 2001                  | Финляндия             | ЧМ                    |                       | 9   | 1  | 12 | 13 | 0  |     |
| 2002                  | Финляндия             | ЧМ                    | 4                     | 7   | 1  | 0  | 1  | 2  |     |
| 2003                  | Финляндия             | ЧМ                    | 5                     | 7   | 2  | 2  | 4  | 4  |     |
| 2004                  | Финляндия             | ЧМ                    | 6                     | 7   | 2  | 2  | 4  | 2  |     |
| 2005                  | Финляндия             | ЧМ                    | 7                     | 7   | 0  | 2  | 2  | 0  |     |
| 2006                  | Финляндия             | ОИ                    |                       | 8   | 0  | 2  | 2  | 2  |     |
| 2006                  | Финляндия             | ЧМ                    |                       | 9   | 3  | 11 | 14 | 2  |     |
| 2007                  | Финляндия             | ЧМ                    |                       | 7   | 3  | 5  | 8  | 4  |     |
| 2009                  | Финляндия             | ЧМ                    | 5                     | 5   | 0  | 3  | 3  | 0  |     |
| 2010                  | Финляндия             | ЧМ                    | 6                     | 6   | 1  | 6  | 7  | 0  |     |
| Всего (осн. сборная)  | Всего (осн. сборная)  | Всего (осн. сборная)  | Всего (осн. сборная)  | 113 | 15 | 51 | 66 | 40 |     |